# František Hoffmann
František Hoffmann (23. února 1920 Litomyšl – 1. října 2015 Praha) byl český historik a archivář. Zabýval se dobou předhusitskou a husitskou, dějinami měst, městského a horního práva a kodikologií, vedle řady prací archivních a edičních.

## Životopis
Narodil se v Litomyšli v rodině pekaře a obchodníka. Měl čtyři sestry, z nichž dvě zemřely již v dětském věku na španělskou chřipku. Odmaturoval na tamním gymnáziu v roce 1939 a poté zahájil studium práv na Právnické fakultě Univerzity Karlovy. Byl přímým účastníkem událostí listopadu 1939 – účastnil se pohřbu Jana Opletala a po přepadení vysokoškolských kolejí gestapem byl spolu s dalšími studenty odvezen do jízdárny ruzyňských kasáren. Vzhledem ke svému nižšímu věku unikl internaci v koncentračním táboře a mohl se vrátit domů. Po uzavření českých vysokých škol absolvoval abiturientský kurz při Obchodní akademii v Chocni, začal pracovat jako pomocník v advokátní kanceláři (od ledna 1941) a pak až do konce války působil v Hospodářské skupině maloobchod v Litomyšli.
Po válce vystudoval Filozofickou fakultu Univerzity Karlovy (obory historie a filozofie) a Státní archivní školu v Praze. Po vysokoškolských studiích přišel v roce 1950 do Jihlavy. V letech 1950 až 1968 působil v městském a později Okresním archivu v Jihlavě, v letech 1968 až 1970 pak v jihlavském Muzeu Vysočiny. Angažoval se v procesu pražského jara, a tak musel v období normalizace odejít. Od roku 1971 pracoval v kodikologickém oddělení Ústředního archivu ČSAV v Praze, i nadále se ale věnoval mimo jiné také dějinám Jihlavska. Jeho manželkou byla historička a archivářka PhDr. Jaroslava Hoffmannová (1942).

## Výběr z díla
Bibliografie prací Františka Hoffmanna obsahuje na 340 záznamů.
Níže uvedený seznam uvádí v chronologickém pořadí výběrem některé zásadní práce:
- Urbanistické regulativy ve středověku a raném novověku. In: Časopis Matice moravské Brno : Matice moravská Roč. 136, č. 2 (2017), s. 283-314.
- Sieben Jahrhunderte der Stadt Iglau in Bildern: vierzig Zeichnungen von Gustav Krum mit Begleittexten von František Hoffmann. 1. Auflage. Jihlava: Statutární město Jihlava, 2017. 106 s.
- Sedm století Jihlavy v obrazech: cyklus čtyřiceti kreseb Gustava Kruma s průvodními texty Františka Hoffmanna. 1. vydání. Jihlava: Statutární město Jihlava, 2015. 105 s.
- František Hoffmann devadesátiletý. Výbor studií a článků: Iglaviensia. Jihlava: Moravský zemský archiv v Brně – Státní okresní archiv Jihlava, 2010, 463 s.
- Výbor kodikologických rozprav a studií. Studia codicologica selecta (Studie o rukopisech – Monographia XVI). Praha: Masarykův ústav - Archiv Akademie věd České republiky v. v. i., 2010. 494 s.
- Listy a obrazy z minulosti Jihlavy. Jihlava: Ekon, 2009. 494 s.
- Středověké město v Čechách a na Moravě. Praha: Nakladatelství Lidové noviny, 2009. 712 s.
- Jihlava. Historie, kultura, lidé. Vedoucí autorského kolektivu Renata Pisková. Praha: Nakladatelství Lidové noviny, 2009, kap. III, IV a V, s. 88–182.
- Vzpomínka na Jaroslava Dřímala. In: Historici na brněnské univerzitě. Devět portrétů. Brno: Archiv Města Brna 2008, s. 223–230.
- Správa a městské knihy litomyšlské od 14. do 16. století. Sborník archivních prací 57, 2007, č. 2, s. 451–573
- Kodikologický odkaz Jiřího Pražáka. Studie o rukopisech 35, 2002–2003–2004 [vyd. 2005], s. 219–226.
- Kodikologie a elektronicko-digitální zpracování rukopisů. Sborník archivních prací. 2004, roč. 54, č. 1, s. 249–314.
- Šedesát let Stanislava Petra. Archivní časopis 53, 2004, č. 3, s. 220–222.
- Rejstříky městské sbírky jihlavské z let 1425–1442. Sv. 1. Předmluvy. Úvody. Text. = Registra losungarum civitatis Iglaviensis 1425-1442. Tomus primus. Prooemia. Introductiones. Textus. [Ed.]: Hoffmann, František. Praha: Archiv Akademie věd České republiky, 2004. LVII, 656 s. Archiv český. 40/1
- Rejstříky městské sbírky jihlavské z let 1425–1442. Sv. 2. Tabulky. Index jmenný a věcný. Edice a literatura. Zkratky. Obrazové přílohy. = Registra losungarum civitatis Iglaviensis 1425-1442. Tomus secundus. Tabulae. Index nominum et rerum. Editiones et opera textum illustrantia.  Abbreviationes. Imagines. [Ed.]: Hoffmann, František. [Index jmenný a věcný]: Dvořák, Petr. Praha:  Archiv Akademie věd České republiky 2004. 665-1019 s., fot. Archiv český. 40/2
- Místopis města Jihlavy v první polovině 15. století, Topographie der Stadt Jihlava (Iglau) in der ersten Hälfte des 15. Jahrhunderts. Jihlava: Moravský zemský archiv v Brně – Státní okresní archiv v Jihlavě ve spolupráci s Archivem Akademie věd České republiky v Praze. Jihlava: Moravský zemský archiv v Brně, 2004. XXII, 446 s.
- Barokní freska Přepadení Jihlavy roku 1402 v minoritském kostele, Kopie gotické veduty z doby před rokem 1436, Ivo Hlobil – František Hoffmann, Umění 51, 2003, č. 2, s. 147–157.
- Soupis rukopisů Státního okresního archivu v Jihlavě. Jihlava, 2001, 480 s.
- Kristiánský zlomek knihovny Kláštera premonstrátů v Teplé. In: Septuaginta Paolo Spunar oblata (70+2). Praha: Koniasch Latin Press, 2000, s. 127–129.
- Popravčí a jiné psanecké zápisy jihlavské z let 1405–1457. [Ed.]: Hoffmann, František. [Úvod.]:  Šmahel, František. Praha: Filosofia, 2000. XXXVII, 261 s. Archiv český 38.
- Listy a obrazy z minulosti Jihlavy. Od počátků do r. 1848. Jihlava: Ekon, 1999. 496 s.
- Soupis rukopisů knihovny kláštera premonstrátů Teplá. Díl 1. Rukopisy. = Catalogus codicum manu scriptorum bibliothecae monasterii Teplensis ordinis praemonstratensis. Volumen 1. Praha: Archiv Akademie věd ČR 1999. LI, 578 s.
- Soupis rukopisů knihovny kláštera premonstrátů Teplá. Díl 2. Zlomky a rejstříky. = Catalogus codicum  manu scriptorum bibliothecae monasterii Teplensis ordinis praemonstratensis. Volumen 2. Praha: Archiv Akademie věd ČR 1999. s. 581-1024.
- Člověk českého středověku. Edd. Martin Nodl a František Šmahel. Praha: Argo, 2002, Řemeslník a kupec, s. 364–391.
- Pašije šlapanických loupežníků. In: K poctě Jaroslava Marka. Sborník prací k 70. narozeninám prof. dr. Jaroslava Marka. Praha: HÚ AVČR, 1996, s. 149–168
- Na česko-moravském pomezí kolem roku 1430. In: Husitství - Reformace - Renesance. Sborník k  60. narozeninám  Františka Šmahela. 2. Praha: HÚ AV ČR 1994 [vyd. 1995], s. 529–536.
- Bojové družiny na Moravě a v Čechách před husitskou revolucí a za revoluce. Táborský archiv 6, 1994, s. 47–144.
- České město ve středověku. Život a dědictví. Praha: Panorama, 1992. 453 s.
- Městská diplomatika a správa z hlediska současné městské historiografie. AUC Phil et Hist 1992, č. 1, s. 81–84.
- Moravská města po husitské revoluci, Jihlava a Basilejská kompaktáta, Jihlava: 1992, s. 95–113.
- K systémové analýze středověkých měst, Český časopis historický 88/1990, s. 252–275.
- Nový výklad husitství na Moravě. Český časopis historický 88, 1990, č. 5, s. 723–735.
- Tepelské Anály. Studie o rukopisech 27, 1989 [vyd. 1990], s. 95–112.
- Bojová družina Erharta Pušky z Kunštátu, Vlastivědný věstník moravský XL/1988, s. 56–64.
- Bojové družiny před husitskou revolucí ve východních Čechách, Československý časopis historický XXXV/1987.
- "Polirerův" právní rukopis jihlavský rakouské Národní knihovny ve Vídni, Studie o rukopisech 19/1980, s. 31–57.
- Mincmistři Přemysla Otakara II. Folia Historica Bohemica 1, 1979, s. 253–261.
- Skladby ke sv. Prokopu v Jihlavském misálu, Studie o rukopisech 15/1976, s. 107–109.
- K povaze drobné války, záští a násilných činů před husitskou revolucí, Pocta akademiku V. Vaněčkovi  k 70. narozeninám, Praha 1975, s. 55–75.
- K oblastem českých práv městských, Studie o rukopisech 14/1975, s. 27–67.
- Složitý archivní fond. Archivní časopis, 1974, s. 6-25 a 71-91.
- Popravčí zápisy jihlavské, Právněhistorické studie 18/1974, s. 163–204.
- K dílu Jana z Gelnhausenu a jeho pokračovatelů v Jihlavě, Studie o rukopisech 11/1972, s. 67-81.
- Janáčovo tovaryšstvo, Časopis Matice Moravské XC/1971, s. 83-93
- Městská správa Jihlava, Inventář sv. 2, Listiny (1240) 1269–1900 (1929), František Hoffmann – Karel Křesadlo, Jihlava, 1971.
- Cechy Jihlava (1488-1937): inventář. Jihlava: Okresní archiv, 1970. 134 s.
- Písemná pozůstalost JUDr Emanuela Schwaba (1823) 1874-1945 : inventář / zpracovali Jaroslava Hoffmannová a František Hoffmann, 1968.
- Nové listy a obrazy z minulosti Jihlavy. Brno: Blok, 1967, 296 s.
- K prehistorii moravských Táborů, Sborník Matice moravské LXXXVI/1967, s. 202–218.
- K počátkům Tábora, Československý časopis historický 15/1967, s. 202–218.
- Brněnská statuta střeleckého bratrstva sv. Šebestiána z roku 1499, Brno v minulosti a dnes 7/1965.
- Okresní archiv v Jihlavě. Prozatímní informativní přehled podle stavu 30.6.1964, Jihlava: Okresní archiv, 1964, 76 s.
- 75 let jihlavské vodárny. Jihlava: Okr. vodohospodářská správa, 1961. 54 s., s kolektivem.
- Jihlava v husitské revoluci. Havlíčkův Brod: Krajské nakladatelství, 1961. 254 s.
- Jihlava před husitskou revolucí. Havlíčkův Brod: Krajské nakladatelství, 1961.
- Jihlavské právo. Havlíčkův Brod: Krajské nakladatelství, 1959. 75 s.
- Listy a obrazy z minulosti Jihlavy. Havlíčkův Brod: Krajské nakladatelství, 1958. 172 s.
- Měnové poměry v Jihlavě v první polovině 15. století. Vlastivědný sborník Vysočiny 2/1958, s. 61.
- Z počátků průmyslu a dělnického hnutí na Jihlavsku. Havlíčkův Brod: Krajské nakladatelství, 1958. 16 s.
- Městské knihy litomyšlské do konce 15. století. Praha, disertační práce, 1951.

## Vyznamenání a pocty
Přehled některých ocenění:
- 1958 – státní vyznamenání Za vynikající práci
- 1993 – Zlatá oborová plaketa Františka Palackého „za zásluhy ve společenských vědách – historie, kodikologie, archivnictví“
- 2000 – čestné občanství města Jihlavy "za celoživotní příkladnou práci v oblasti historie pro Jihlavu i jeho pevné postoje v době totality"
- 2000 – čestný člen České archivní společnosti
- 2005 – Pamětní medaile Jana Patočky
- 2006 – Cena Učené společnosti ČR „za celoživotní dílo v oboru archivnictví a poznání českých dějin“
- 2006 – medaile Za zásluhy o české archivnictví
- 2011 – Nejvyšší ocenění Kraje Vysočina – Skleněná medaile